# Thomas Bormolini (Biathlet)
Thomas Bormolini (* 29. August 1991 in Sondalo, Lombardei) ist ein ehemaliger italienischer Biathlet.

## Karriere
Thomas Bormolini startet für C.S. Esercito und gehört seit 2008 dem Nationalkader Italiens an. Er ist dreifacher italienischer Juniorenmeister. Bormolini bestritt seine ersten internationalen Juniorenrennen im Rahmen des IBU-Cups. 2010 bestritt er in Torsby seine erste internationale Meisterschaft, die Biathlon-Juniorenweltmeisterschaften und wurde 25. des Sprints und 20. der Verfolgung sowie Staffel-Neunter. Zwei Jahre später wurde in Kontiolahti Platz 27 im Einzel das beste Ergebnis.
Seine ersten Rennen bei den Männern im Leistungsbereich bestritt Bormolini 2012 in Ridnaun, wo er 65. eines Sprintrennens wurde. Erste Punkte gewann er im weiteren Saisonverlauf als 39. eines Sprints in Martell. Zum Auftakt der Saison 2014/15 erreichte er mit dem 14. Platz bei einem Sprint in Beitostølen seine beste Platzierung in der zweithöchsten Rennserie des internationalen Biathlonsports. Erste internationale Meisterschaft bei den Männern wurden die Biathlon-Europameisterschaften 2014 in Nové Město na Moravě. Im Einzel wurde er 31., im Sprint 40., im Verfolgungsrennen 42. sowie mit Thierry Chenal, Giuseppe Montello und Pietro Dutto Staffel-Zehnter. Zum Auftakt der Saison 2014/15 startete Bormolini erstmals im Biathlon-Weltcup. Beim Einzel in Östersund gewann er als 19. sogleich Weltcup-Punkte.
Nach seiner erfolgreichsten Saison im Weltcup erklärte Thomas Bormolini im Mai 2022 seinen Rücktritt vom Leistungssport.

## Statistiken

### Weltcupplatzierungen
Die Tabelle zeigt alle Platzierungen (je nach Austragungsjahr einschließlich Olympische Spiele und Weltmeisterschaften).
- 1.–3. Platz: Anzahl der Podiumsplatzierungen
- Top 10: Anzahl der Platzierungen unter den ersten zehn (einschließlich Podium)
- Punkteränge: Anzahl der Platzierungen innerhalb der Punkteränge (einschließlich Podium und Top 10)
- Starts: Anzahl gelaufener Rennen in der jeweiligen Disziplin
- Staffel: inklusive Mixed- und Single-Mixed-Staffeln

| Platzierung            | Einzel | Sprint | Verfolgung | Massenstart | Staffel | Gesamt |
| ---------------------- | ------ | ------ | ---------- | ----------- | ------- | ------ |
| 1. Platz               |        |        |            |             |         |        |
| 2. Platz               |        |        |            |             | 1       | 1      |
| 3. Platz               |        |        |            |             | 2       | 2      |
| Top 10                 |        |        |            |             | 34      | 34     |
| Punkteränge            | 5      | 24     | 19         | 2           | 47      | 97     |
| Starts                 | 19     | 62     | 33         | 2           | 47      | 163    |
| Stand: 10. Januar 2022 |        |        |            |             |         |        |

### Olympische Winterspiele
Ergebnisse bei Olympischen Winterspielen:
|                                             | Einzelwettbewerbe | Einzelwettbewerbe | Einzelwettbewerbe | Einzelwettbewerbe | Staffelwettbewerbe | Staffelwettbewerbe |
| Sprint                                      | Verfolgung        | Einzel            | Massenstart       | Herrenstaffel     | Mixedstaffel       |                    |
| ------------------------------------------- | ----------------- | ----------------- | ----------------- | ----------------- | ------------------ | ------------------ |
| Olympische Winterspiele 2018 \| Pyeongchang | 51.               | 48.               | 56.               | –                 | 12.                | –                  |
| Olympische Winterspiele 2022 \| Peking      | 23.               | 33.               | 63.               | –                 | 7.                 | 9.                 |